# به قدرت رسیدن هیتلر

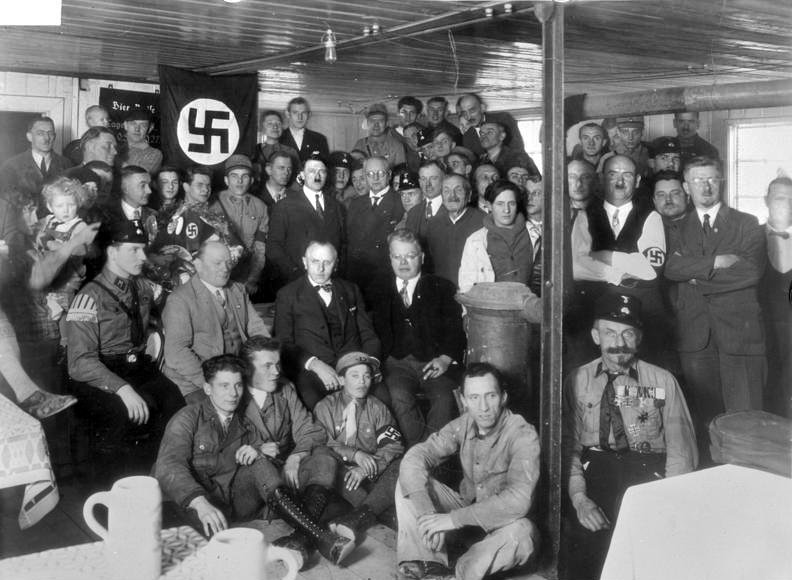
هیتلر به همراه اعضای حزب نازی، دسامبر ۱۹۳۰

به قدرت رسیدن هیتلر از جمهوری وایمار آلمان در سپتامبر ۱۹۱۹ آغاز شد؛ هنگامی که آدولف هیتلر به حزب  Deutsche Arbeiterpartei (حزب کارگری) آلمان پیوست. نام این حزب در ۱۹۲۰ به Nationalsozialistische Deutsche Arbeiterpartei به معنی حزب ملّی سوسیالیست کارگران آلمان تغییر یافت که در کاربرد عمومی به آن حزب نازی یا حزب ناسیونال‌سوسیالیست کارگران آلمان گفته می‌شود. این حزب ضد کمونیسم و مخالف دولت پس از جنگ جمهوری وایمار و پیمان ورسای و دارای آرمان‌های پان‌ژرمنیسم و یهودستیزی تندرو بود. می‌توان گفت فرایند به قدرت رسیدن هیتلر در مارس ۱۹۳۳ با به تصویب رسیدن Gesetz zur Behebung der Not von Volk und Reich به پایان رسید. این قانون به صدراعظم یعنی هیتلر اجازه می‌داد بدون اینکه رایشستگ ورود کند، خودش قانون را تصویب کند. این قانون به هیتلر اجازه می‌داد که مانند یک دیکتاتور عمل کند، بدون اینکه بتوان اعتراض قانونی به او کرد.

## تلاش‌ها
پس از جنگ جهانی اوّل هیتلر تلاش کرد تا وارد حزب تازه تأسیس نازی شود و خیلی زود در این حزب مورد توجه قرار گرفت. او یکی از بهترین سخنگویان حزب شد. او به دیگر اعضا گفت که یا من را رهبر حزب کنید یا اینکه برای همیشه حزب را ترک می‌کنم. هیتلر از آغاز ادبیاتی خشن و شبه‌نظامی برای جنبش در پیش گرفت. او سعی می‌کرد از خشونت برای پیشبرد اهدافش استفاده کند و افرادی را به عضویت حزب درمی‌آورد که مانند او فکر می‌کردند. ابتدا هیتلر دریافت که باواریای کاتولیک قانون‌های برآمده از برلین پروتستان را نمی‌پذیرد. از این رو، باواریا را راهی برای رسیدن به قدرت دید؛ امّا خیلی زود دریافت که تلاش‌هایش بی‌نتیجه است. او پس از کودتای مونیخ به زندان افتاد و آن را فرصتی برای نوشتن کتاب نبرد من دید. او در این کتاب بیان می‌دارد که یهودی-مسیحیان اروپا را ضعیف می‌کنند و آلمان به مردی آهنین نیاز دارد تا دوباره قدرت آلمان را احیا و یک پادشاهی تأسیس کند. در این دوره او ترجیح داد تا از راه‌های قانونی به قدرت برسد.
پس از انتشار کتاب نبرد من افراد بیشتری جذب هیتلر شدند. در این دوران هیتلر نمی‌توانست به کرسی‌های مهم دولتی خیز بردارد؛ چون هنوز ملّیت آلمانی نداشت. در اواسط دههٔ ۱۹۲۰ حزب وارد مبارزات انتخاباتی شد. در این مبارزات هیتلر نقش سخنگو و تنظیم‌کنندهٔ امور را داشت، همچنین مدیریت خشونت‌های خیابانی میان احزاب هم توسط هیتلر صورت می‌گرفت. در اواخر دههٔ ۱۹۲۰ و آغاز ۱۹۳۰ حزب نازی آن‌قدر هوادار پیدا کرده بود که بزرگ‌ترین حزب سیاسی رایشستگ شد. شیوهٔ بیان هیتلر و تأثیری که بر افراد می‌گذاشت، به همراه فریب و گمراهی مردم باعث شد تا حزبی که بیشترین رأی را آورده امّا نتوانسته بیش از نصف مردم را پیرو خود کند، قدرت را در دست بگیرد.
هیتلر در ژوئن ۱۹۳۴ چنین گفت:
با اینکه می‌ترسم که متهم شوم به حرف نامربوط زدن، (امّا) می‌گویم که جنبش ناسیونال-سوسیالیست برای هزار سال دیگر ادامه می‌یابد… یادمان نمی‌رود که چطور ۱۵ سال پیش وقتی گفتم من آلمان را در دست خواهم گرفت، همه مرا مسخره کردند. الآن احمقانه می‌خندند، وقتی می‌گویم من در قدرت باقی خواهم ماند.